# George Dawe
Pour les articles homonymes, voir Dawe.
George Dawe, né le 8 février 1781 à St. James's (Londres) et mort le 15 octobre 1829 à Kentish Town (Londres), est un peintre et graveur portraitiste britannique.

## Biographie
George Dawe réalise son premier tableau à l'âge de 13 ans avec le portrait de John Graham. En 1803, il reçoit le prix de la Royal Academy of Arts à Londres. Célèbre surtout pour ses portraits de l'empereur Alexandre Ier de Russie, il réalise à Saint-Pétersbourg 329 portraits de généraux russes, héros de la Guerre Patriotique de 1812, exposés à la Galerie militaire du Palais d'Hiver de l'Ermitage à Saint-Pétersbourg. Ses portraits remportent une popularité en Russie, il sera félicité par Alexandre Pouchkine. Sa santé étant chancelante, il retourne en Angleterre au printemps 1829, où il mourra peu de temps après.
Il a été élu membre de la Royal Academy (RA) le 10 février 1814.

## Œuvres

### Tableaux

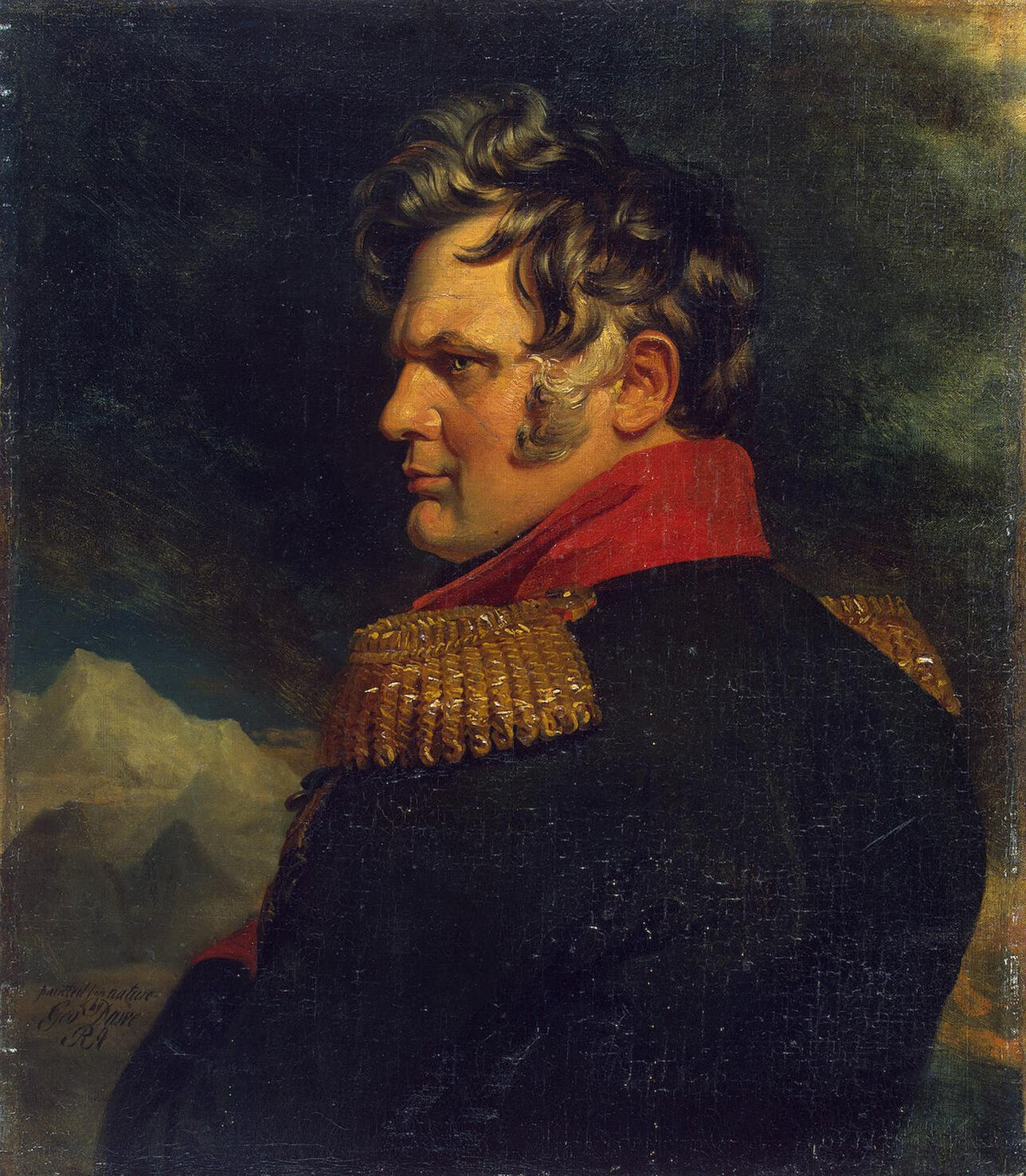
Alexis Iermolov.
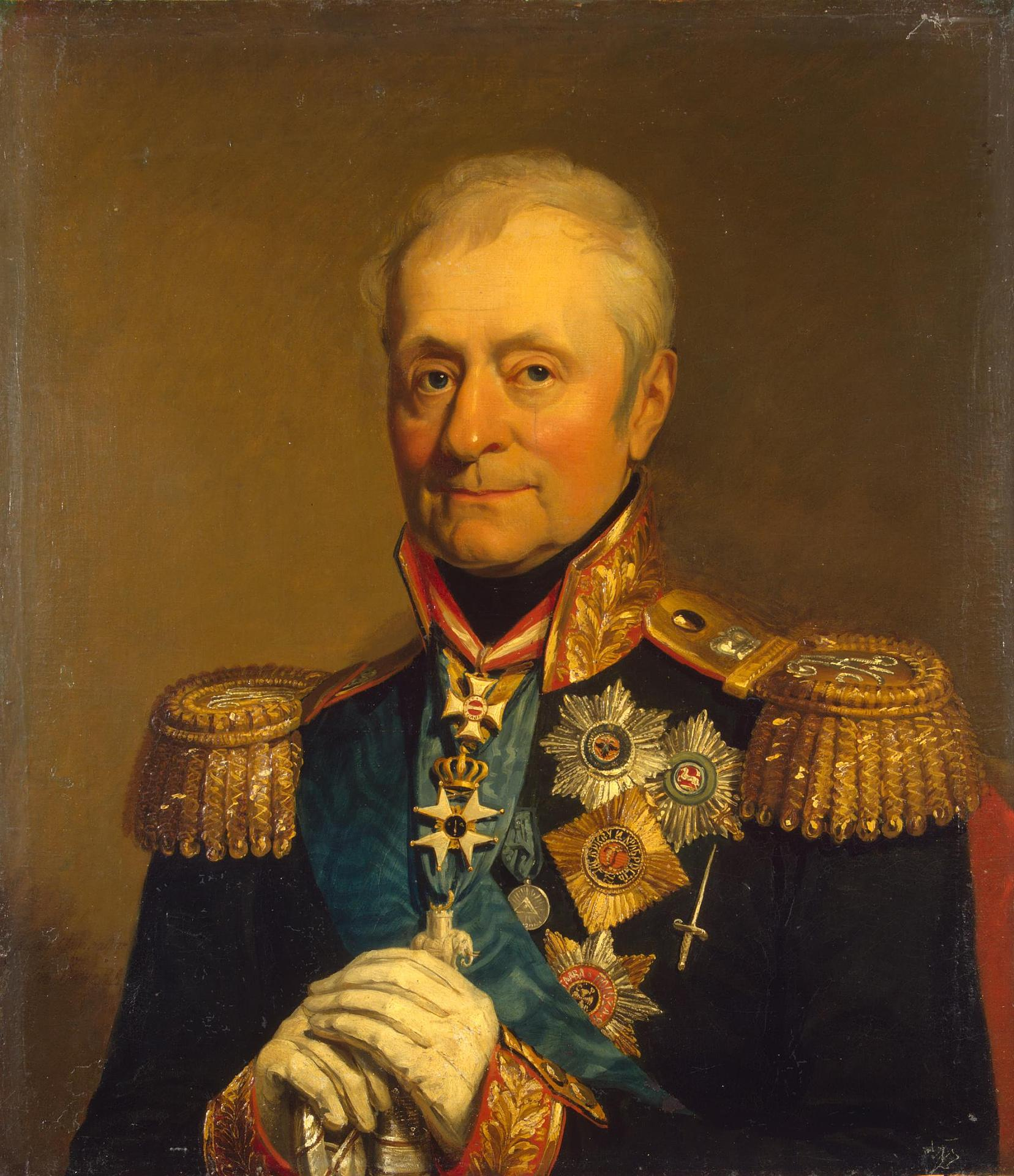
Levin August von Bennigsen.
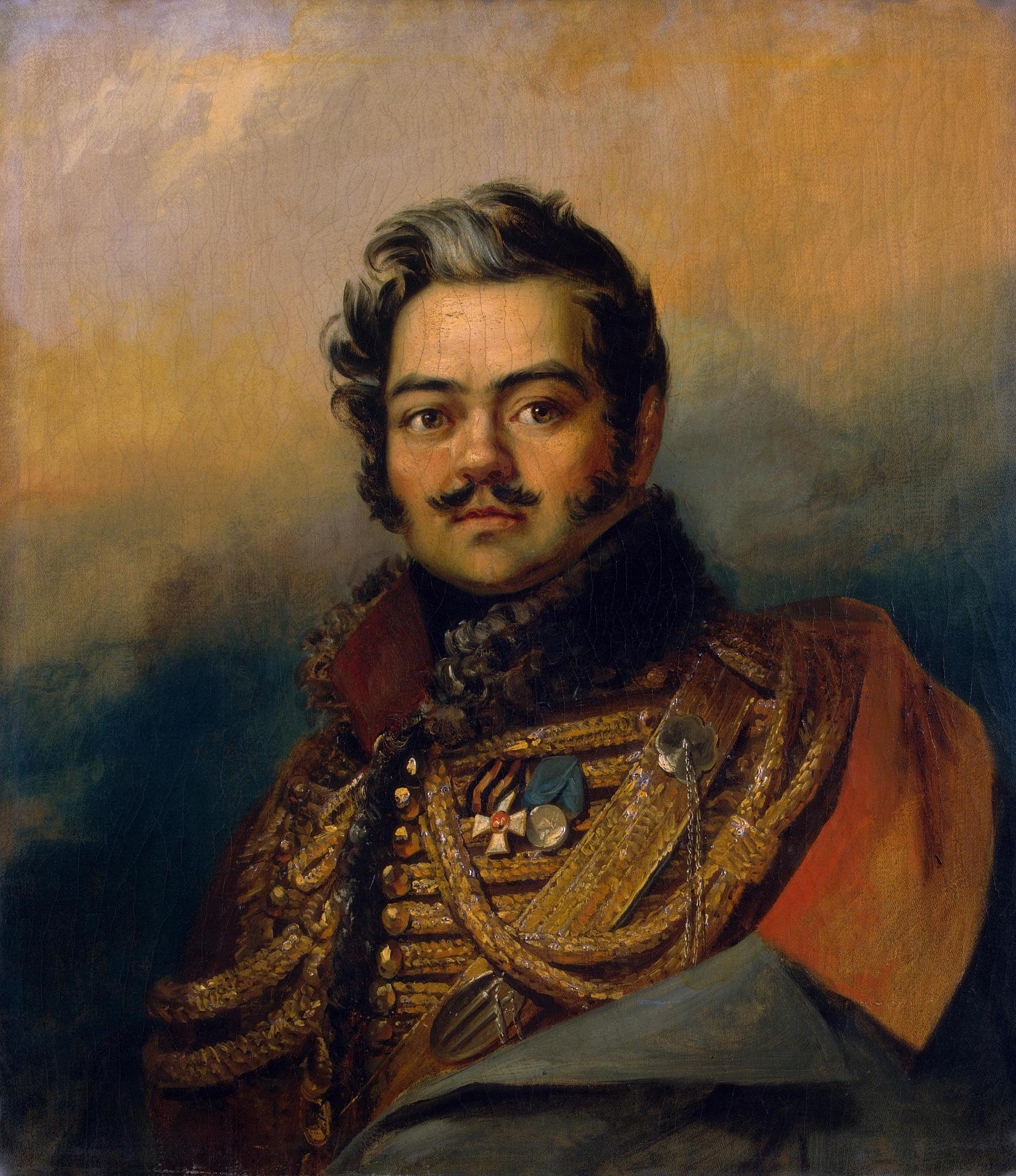
Denis Davidov.
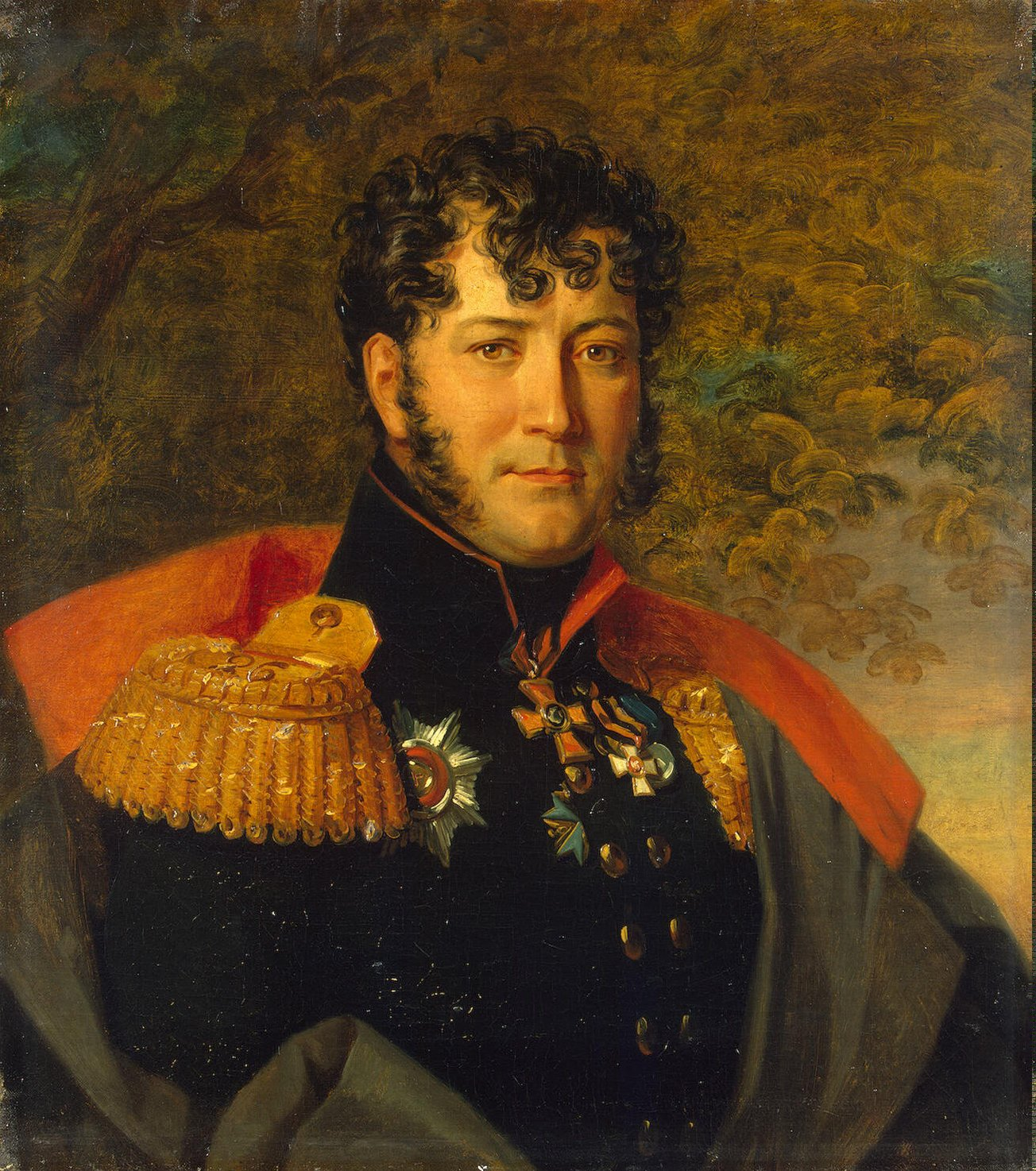
Théodore de Goguel.
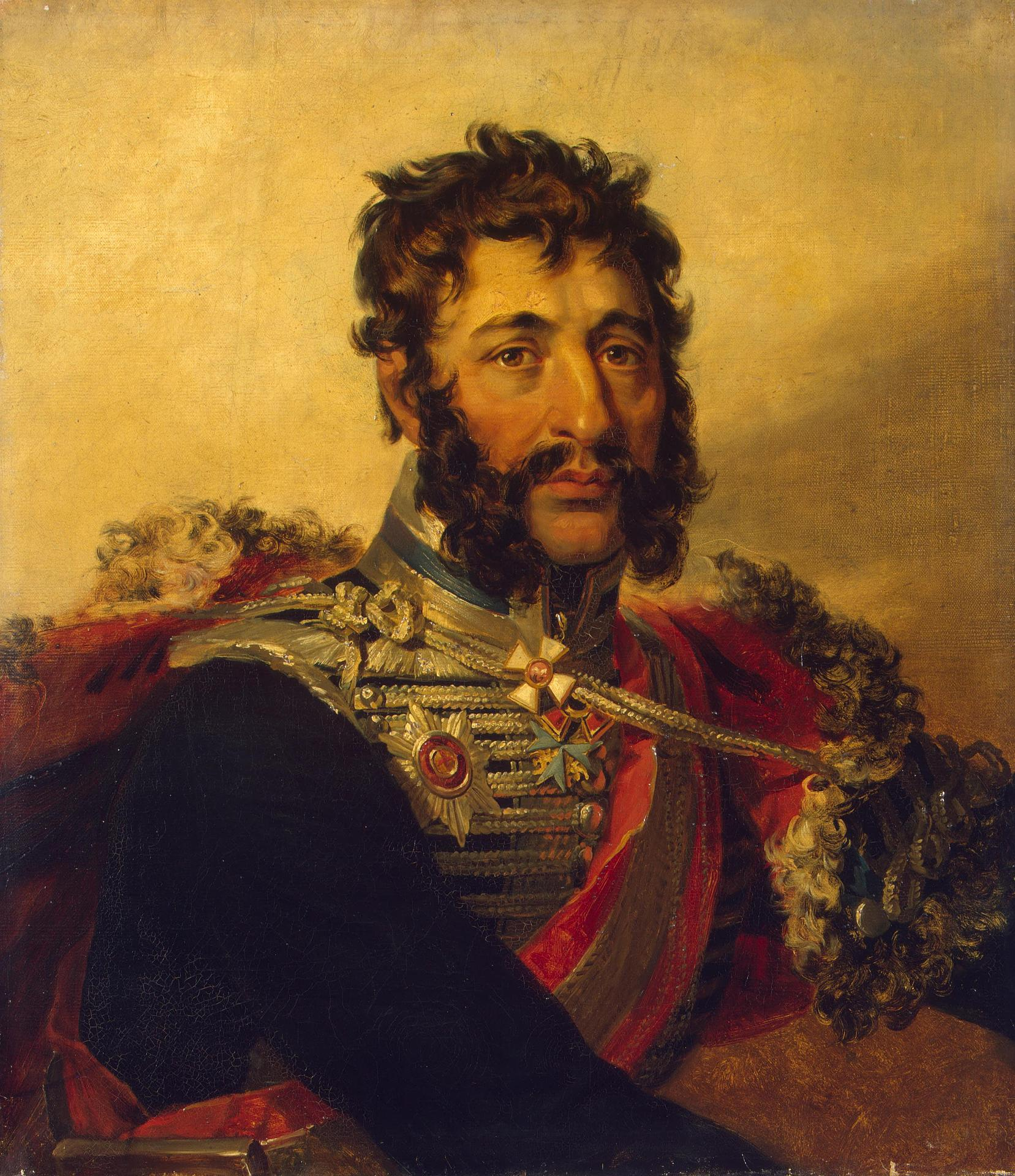
Jacob Koulnev.
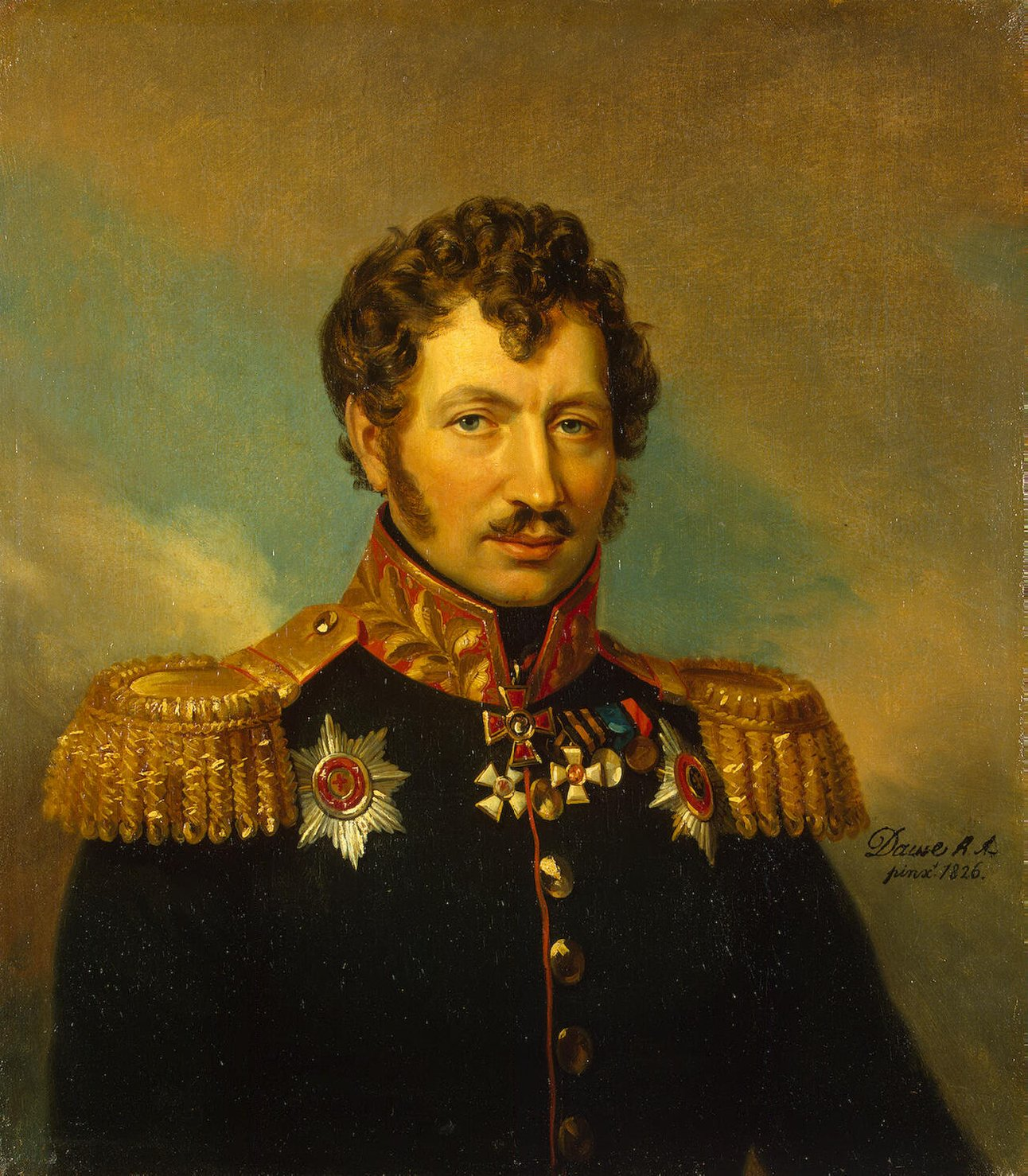
Cyprian Kreutz.
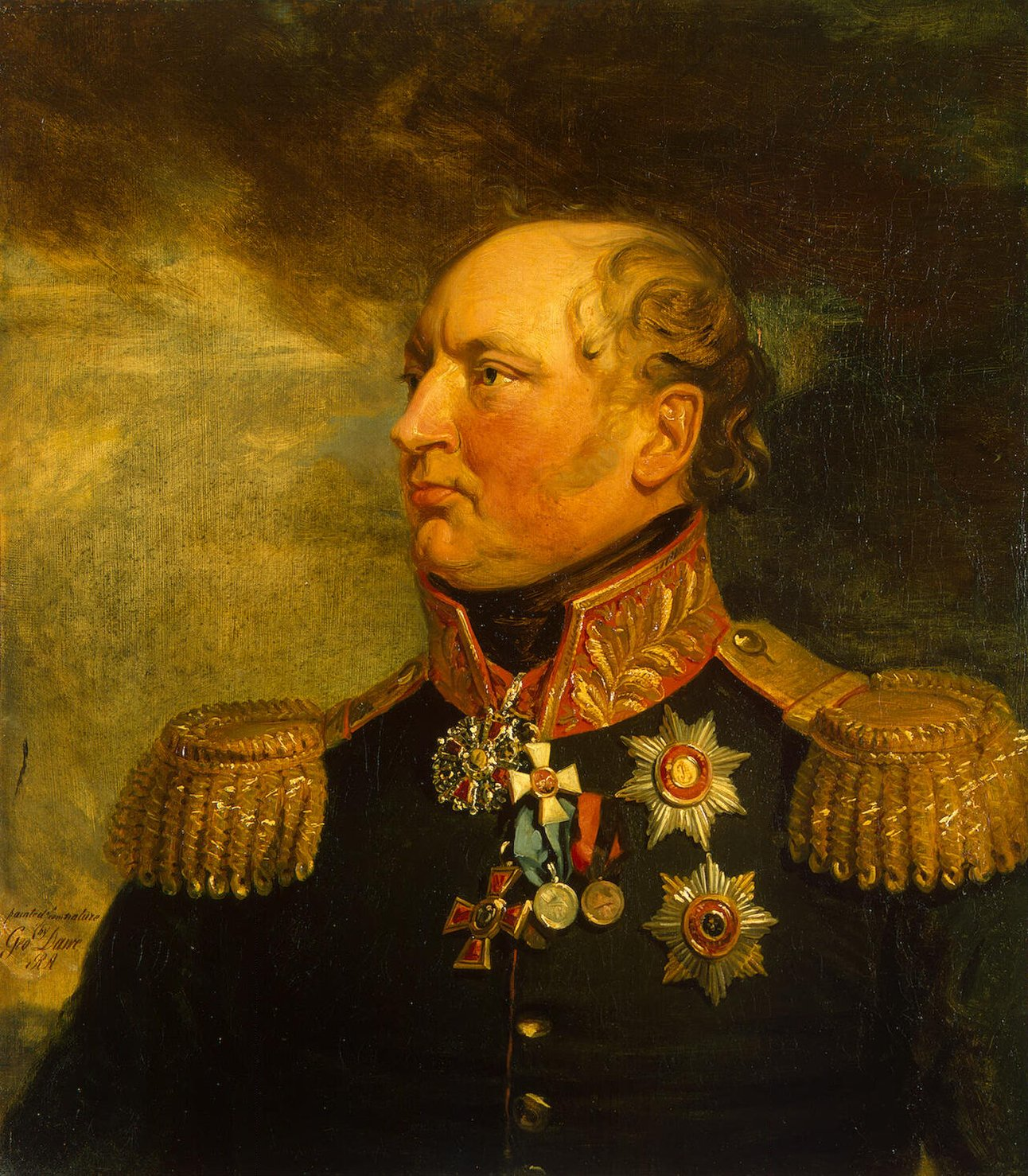
Friedrich von Löwis of Menar.
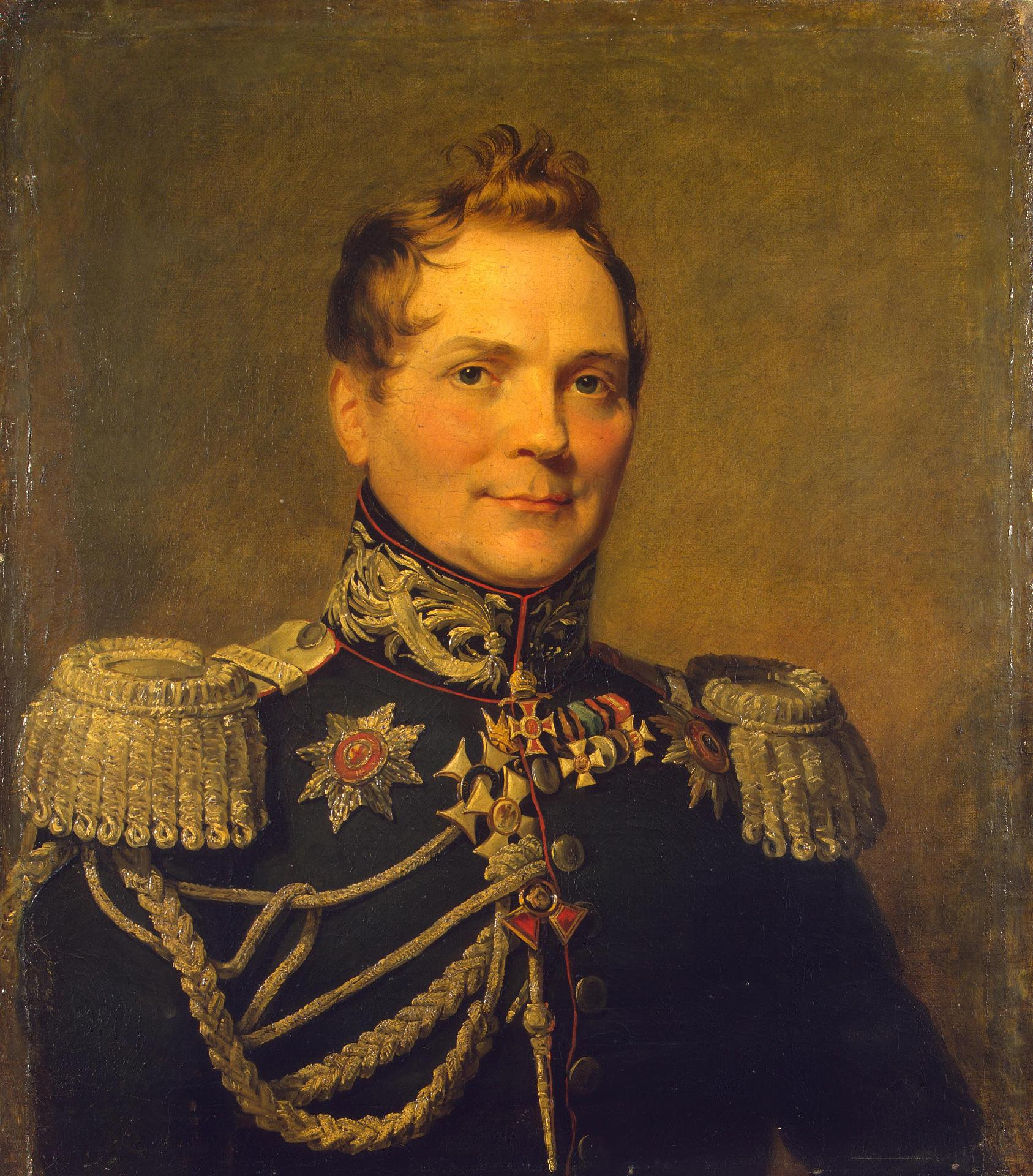
Karl Wilhelm von Toll.
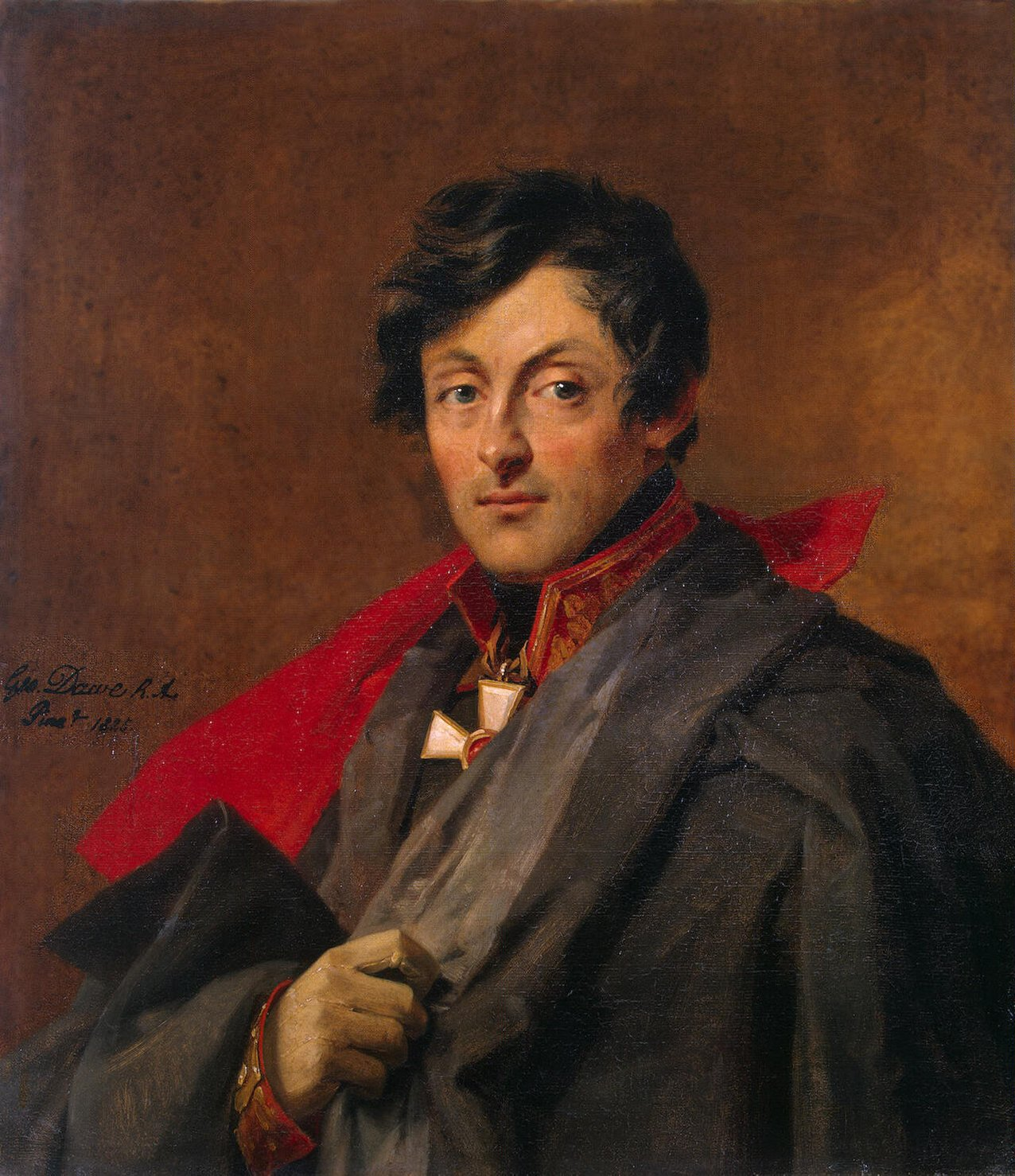
Alexandre Ostermann-Tolstoï.
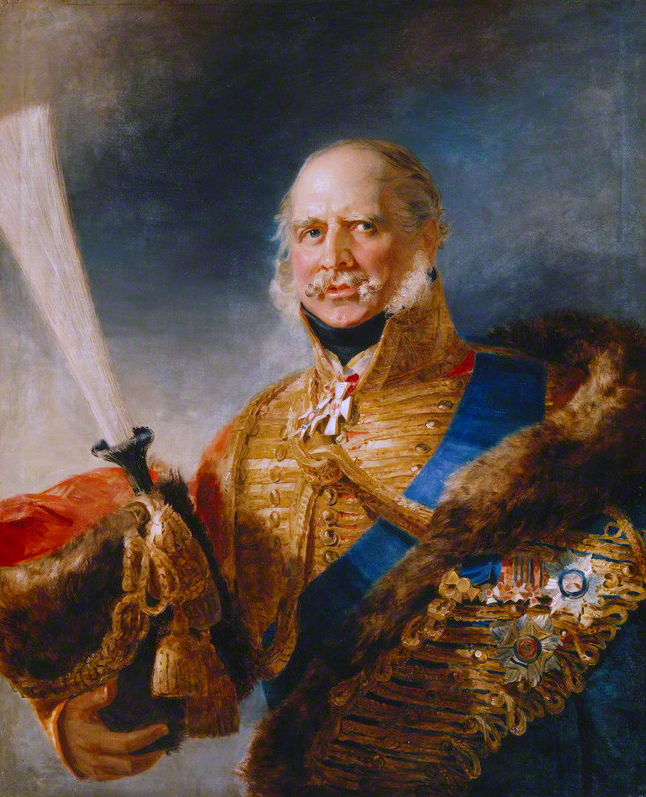
Ernest-Auguste Ier de Hanovre.
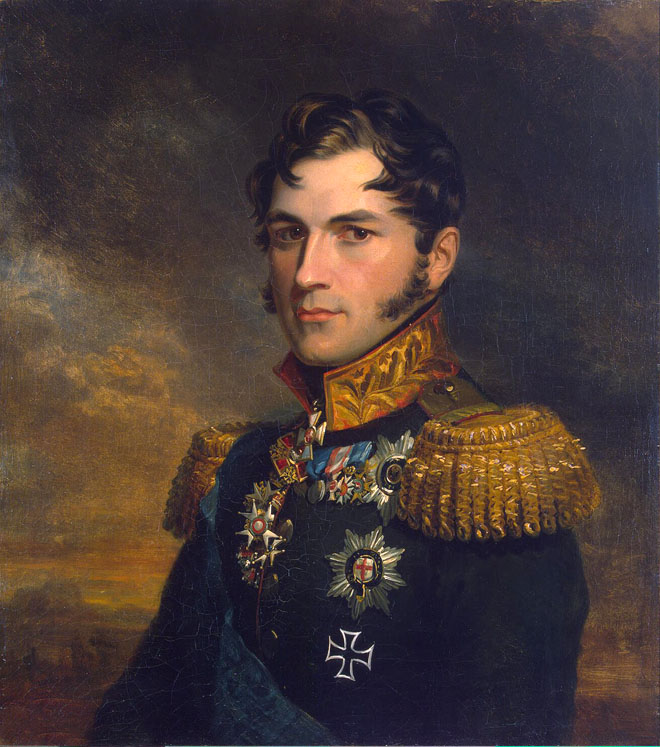
Léopold Ier, roi des Belges.

### Estampes

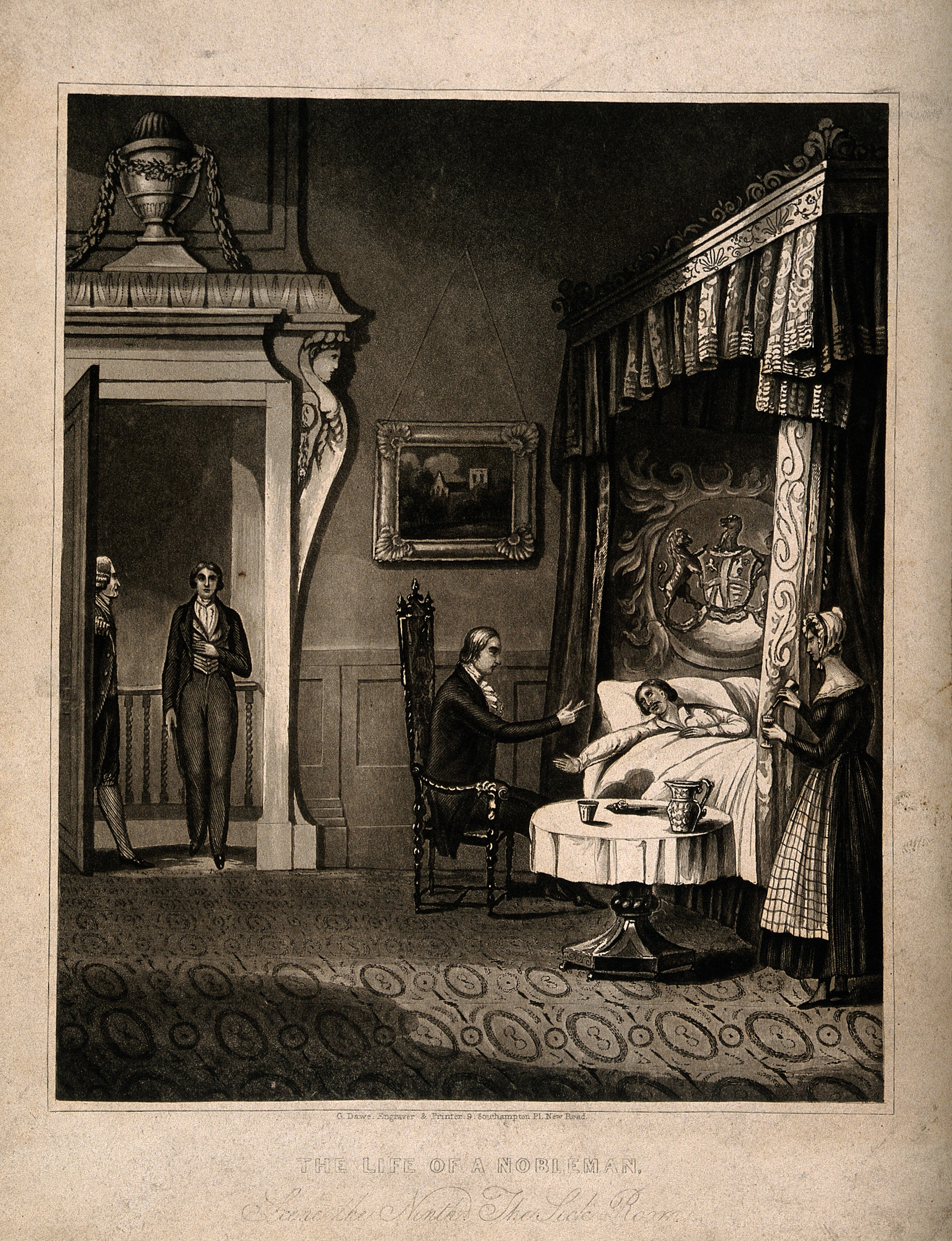
A physician arguing with his wealthy patient who is bed, aquatinte (Wellcome Collection).
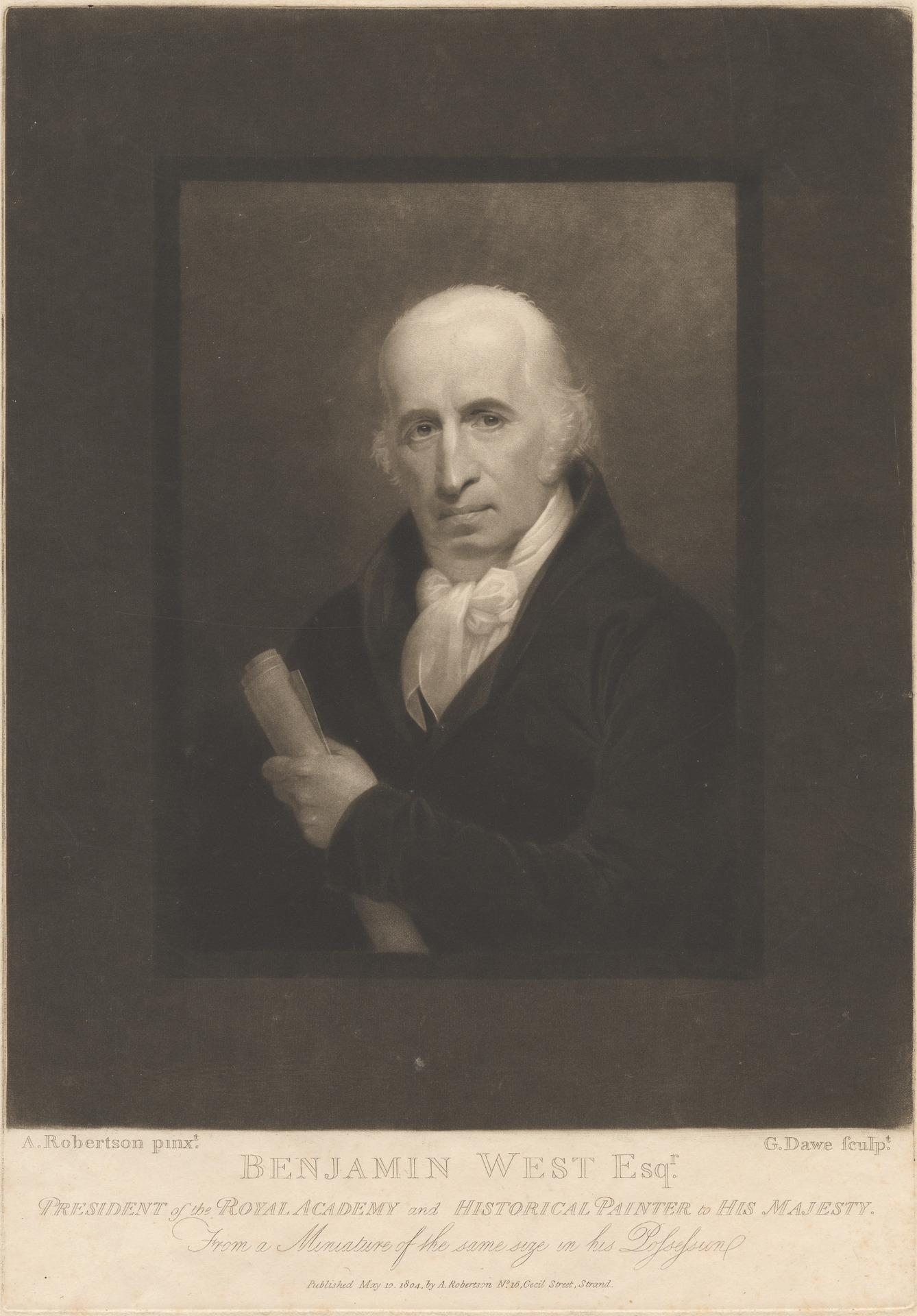
Benjamin West, Esqr, manière noire (1804, Centre d'art britannique de Yale).
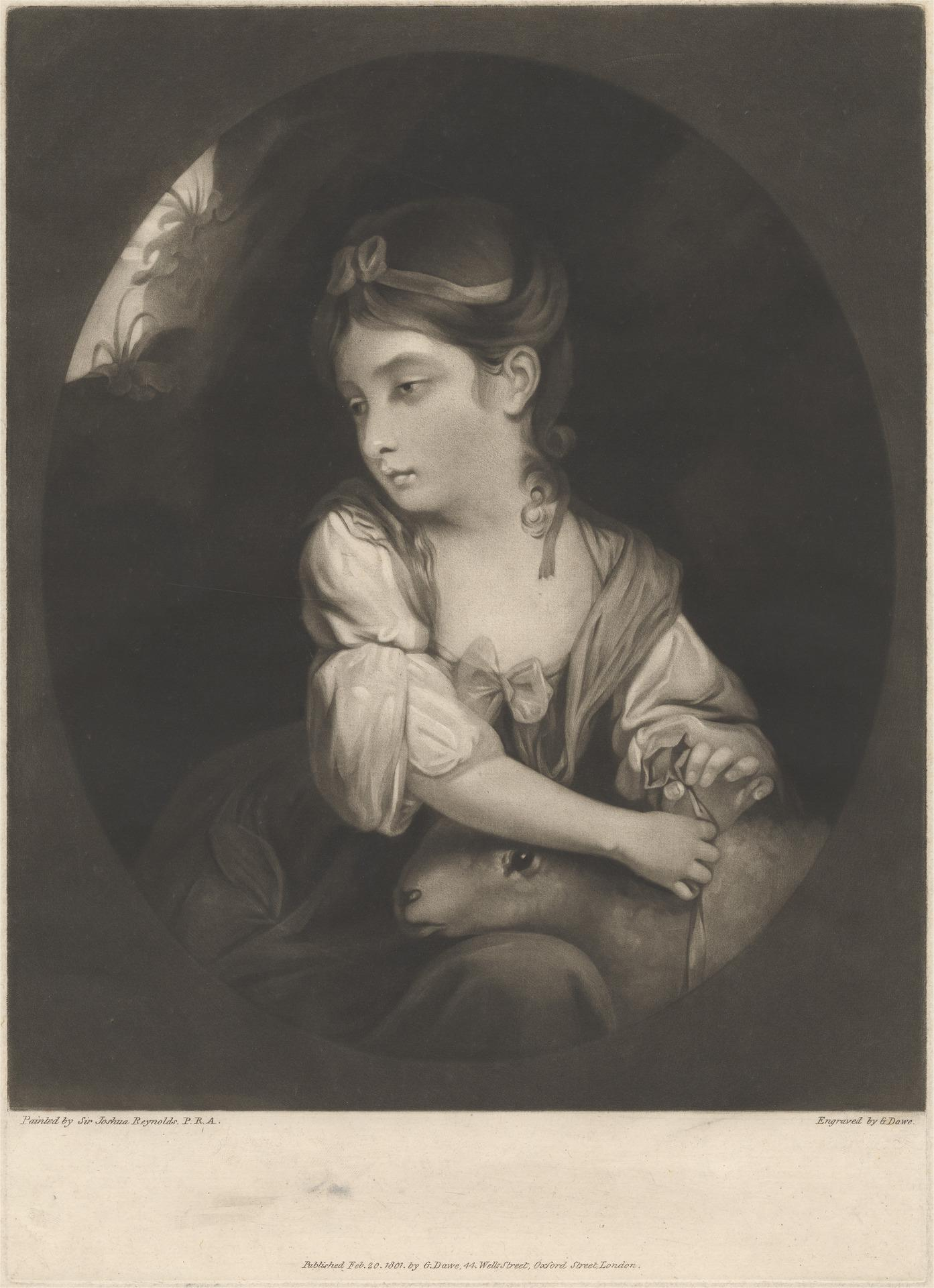
Miss Mary Anne Kirkley, manière noire (1801, Centre d'art britannique de Yale).
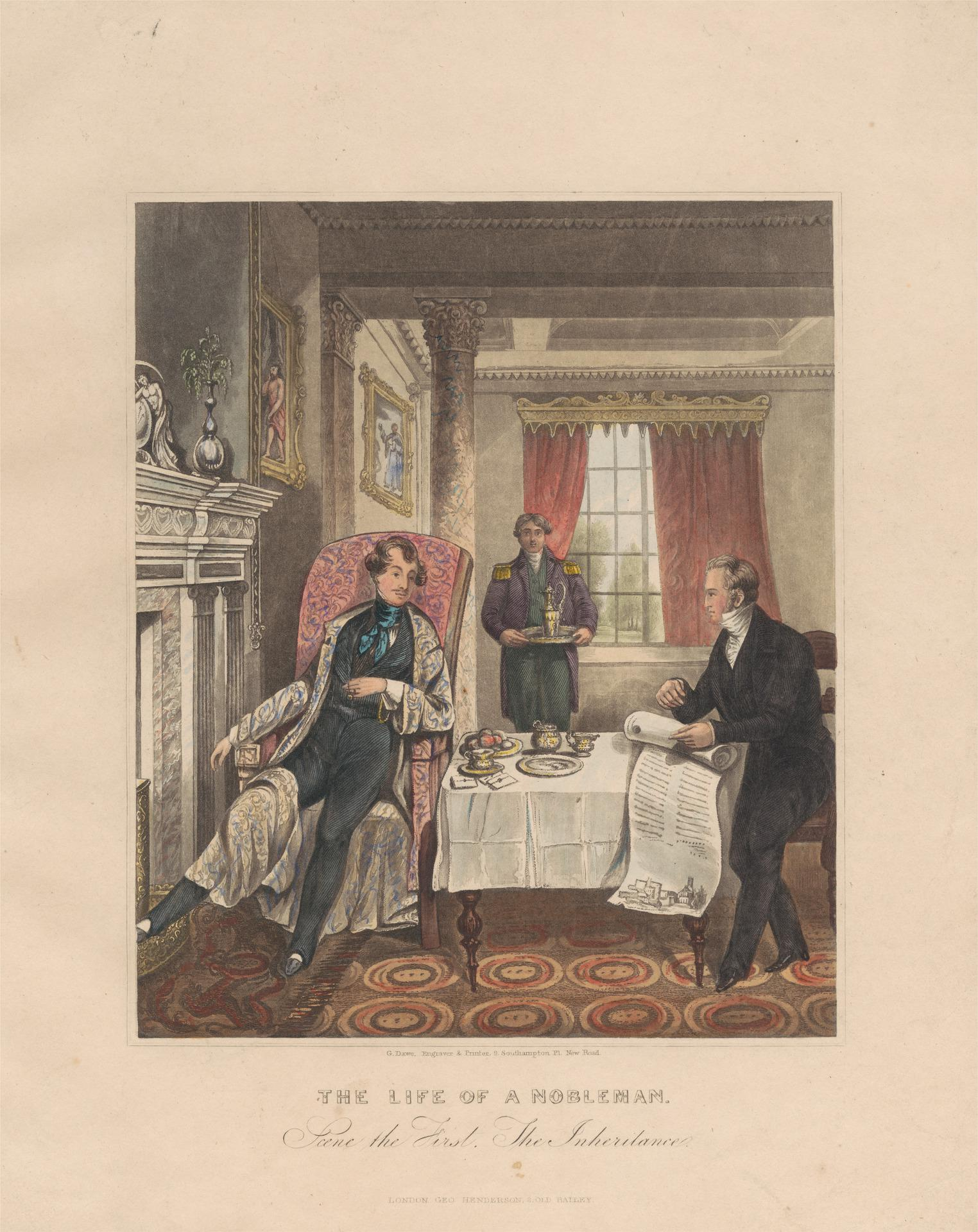
Numéro 1 de la série The Life of a Nobleman, manière noire coloriée à la main (n. d., Centre d'art britannique de Yale).
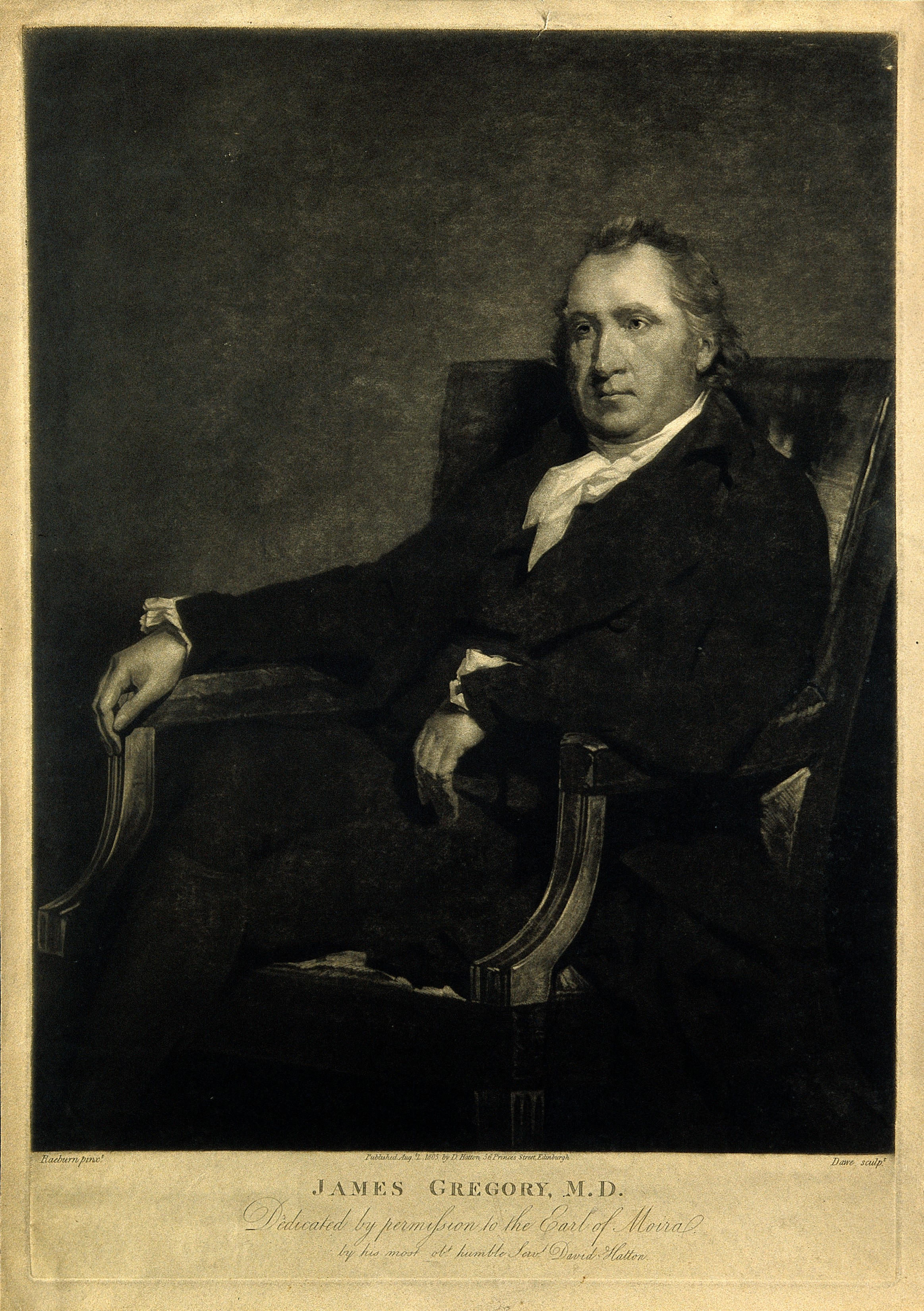
James Gregory, pointillé d'après un tableau de Henry Raeburn (1805, Wellcome Collection).
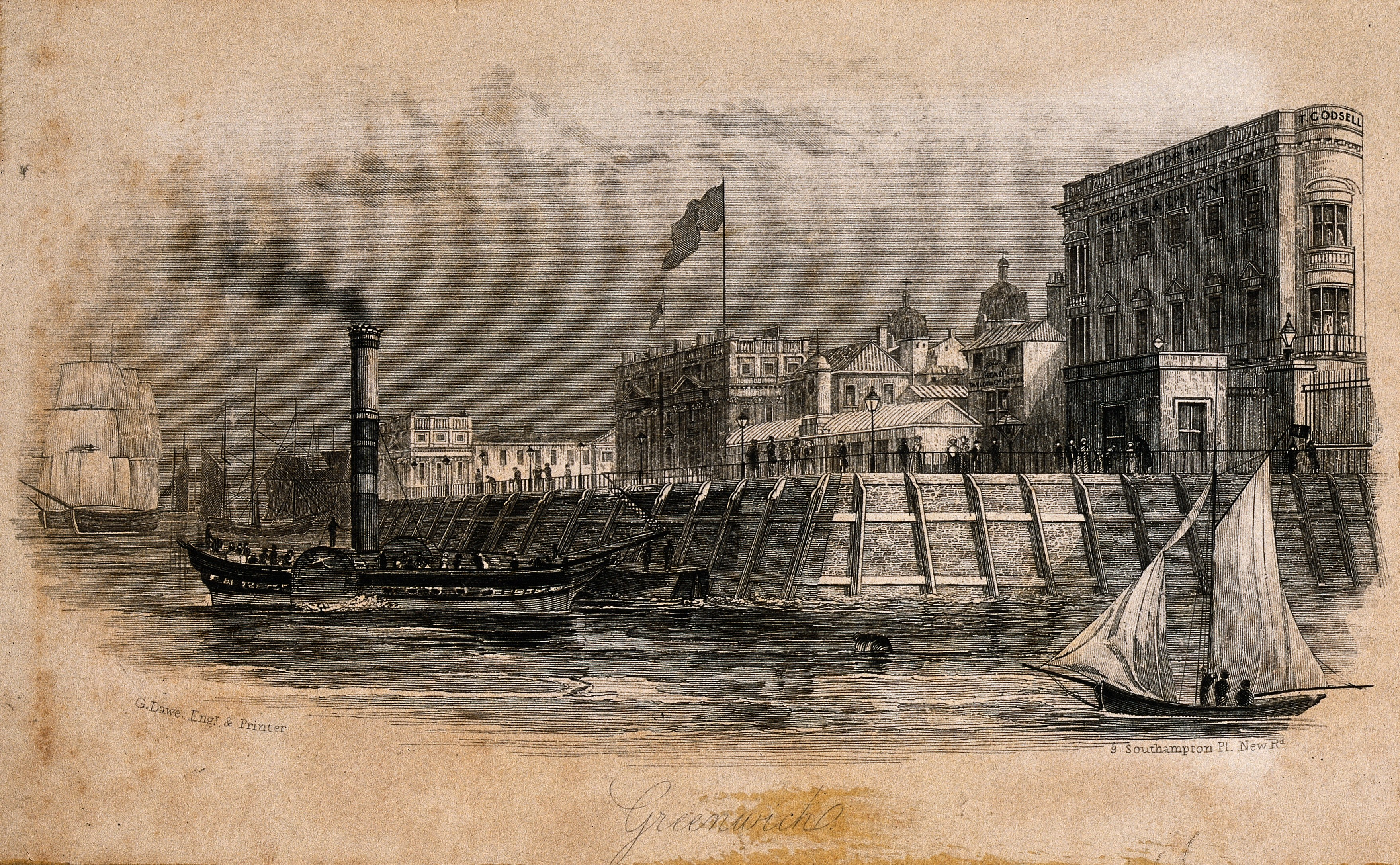
Royal Naval Hospital, Greenwich, a brick quay with wooden piers around it, with ships in the foreground, viewed from the river, pointe sèche (n. d., Wellcome Collection).
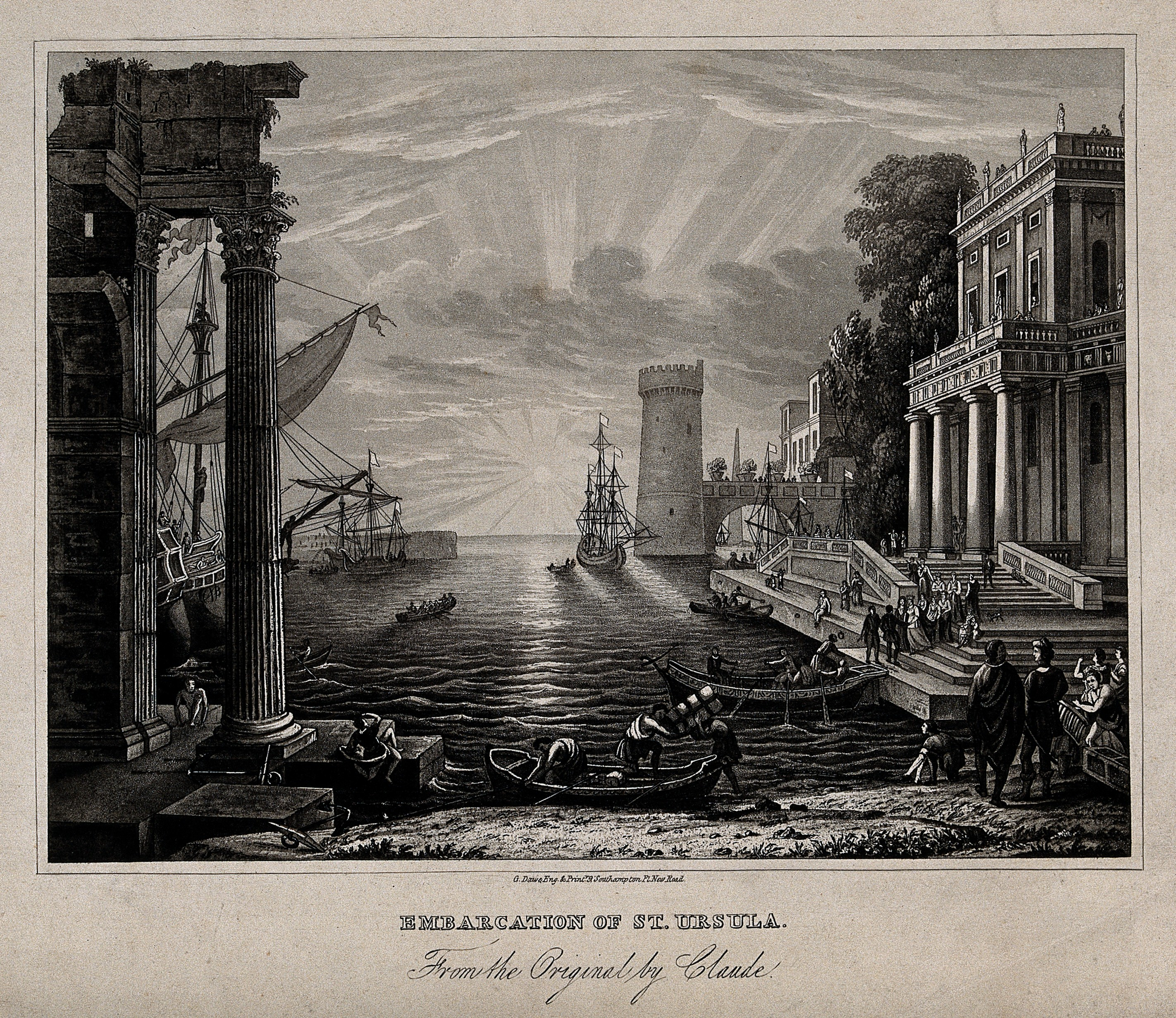
Saint Ursula, aquatinte (n. d., Wellcome Collection).